# 富士フイルムビジネスイノベーション
富士フイルムビジネスイノベーション株式会社（ふじフイルムビジネスイノベーション、英: FUJIFILM Business Innovation Corp.）は、日本の機械メーカー。本社所在地は東京都港区（東京ミッドタウン）。略称としては富士フイルムBI（フジフイルムビーアイ）と表記される。旧社名は富士ゼロックス株式会社（ふじゼロックス、英: Fuji Xerox Co., Ltd.）。2021年（令和3年）4月1日より現社名に変更された。
複写機、レーザープリンター（企業向け大型・小型・高速・複合機を含む）等を製造販売するほか、これらコア技術を生かした総合文書管理ソリューションコンサルティングを提供している。
現時点における海外の販売圏は、オーストラリア・ニュージーランドのほか、アジア（中国・韓国・台湾）および東南アジア（タイ・インドネシア・シンガポール・フィリピン・ベトナム・マレーシア）各国に拡大している。

## 歴史

### 合弁会社として
富士写真フイルム株式会社（現・富士フイルムホールディングス）と、アメリカ合衆国・ゼロックス社のイギリス現地法人であるランク・ゼロックス（現・ゼロックス・リミテッド）社との合弁会社として1962年（昭和37年）に誕生した。
本社に相当するアメリカゼロックスとの合弁会社とならなかったのは、当時はアジア地域がランク・ゼロックス社の商圏だったことによるものである。なおランク・ゼロックスは1997年にアメリカ本部の100％完全子会社となったため、後年は事実上、ゼロックス・コーポレーションと富士写真フイルムとの合弁会社となった。現在は後述のとおり経営統合された持株会社である富士フイルムホールディングスの連結子会社であるが、2019年11月までゼロックス・リミテッド社は25%の株を保有していた。
2001年（平成13年）、業績の低迷に悩んだゼロックスが富士写真フイルムに所有持株の半数を売却し、富士フイルムホールディングスが株式の75%を保有する連結子会社となった。2006年（平成18年）10月1日に富士写真フイルムが持株会社に移行し富士フイルムホールディングスとなった富士フイルムグループの中で、同社は重要な一角を占めることとなった。
1970年代まではゼロックス・コーポレーションが保有するゼログラフィ技術の特許により乾式普通紙複写機の市場を独占していた。しかし、特許の独占権の失効以後は低価格・小型化を武器とするキヤノン・リコー・コニカミノルタ・三田工業（現在の京セラドキュメントソリューションズ）などの日本企業に次第に市場を侵食され、高速機や大型機では強みを発揮し続けているものの、国内販売台数シェアではキヤノン、リコーに続く第3位の地位に甘んじている。しかし、コピー／プリント枚数（コピー・ボリューム、ドキュメント・ボリューム）では高速機市場での強みを活かし、依然として国内シェアはトップである。
セイコーエプソンをはじめとするプリンター各社にプリンターエンジンを供給している。こうして製造された製品には一時期、Printing Force FUJI XEROXロゴマーク が表示された。また、かつては国内向けに富士ゼロックスブランドのインクジェットプリンターを販売していた）。

### 経営統合発表から販売提携解消へ
2018年1月31日に富士フイルムホールディングスがゼロックスを買収し、同社と経営統合すると発表した。統合は、いったん旧富士ゼロックス社をゼロックスの完全子会社とした上で、富士フイルムホールディングスがゼロックスの発行済株式50.1%を取得して子会社化し、同社を経営統合したゼロックスが改めて富士ゼロックスに商号変更するというスキームで進めるとされた。
しかし、この経営統合にゼロックス株主が強く反発したため、同年6月にはゼロックスが統合合意を一方的に破棄。対する富士フイルムホールディングスが損害賠償請求訴訟を起こす事態となった。
結局、2019年11月5日に富士フイルムホールディングスはゼロックスの買収を断念し、旧富士ゼロックス社の25%の株をゼロックスから買い取り、同社を完全子会社化すると発表し、訴訟を取り下げた。
そして、2021年3月末でゼロックスのブランド使用に関する契約（5年毎更新）の期限満了を迎えるため、契約を更新せず提携を解消することをゼロックスに通知。同年4月より、ゼロックスを外した「富士フイルムビジネスイノベーション」に社名変更することとなった。これにより、アジアなどでのゼロックスブランドを使った製品販売を終了し、独自ブランドへ切り替えると共に、従来は提携によるすみ分けでゼロックスが販売してきた欧米市場にも参入する。ただし技術ライセンス契約終了後も、米ゼロックス社との相互の商品供給契約の関係は維持される。
なお、旧富士ゼロックス社と富士フイルムホールディングスは、米ゼロックス社に対して、ブランドを使用するためのライセンス料として年100億円程度を支払っていた。

## 歴代社長
1. 小林節太郎（1962年-） - 就任時富士写真フイルム社長
2. 吉村寿雄（1976年 - 1978年）
3. 小林陽太郎（1978年1月 - 1992年1月） - 初代社長の子息
4. 宮原明（1992年2月 - 1997年12月）
5. 坂本正元（1998年1月 - 2002年6月）
6. 有馬利男（2002年6月 - 2007年6月）
7. 山本忠人（2007年6月 - 2015年6月）
8. 栗原博（2015年6月 - 2018年6月）
9. 玉井光一（2018年6月 - 2021年3月）
10. 真茅久則（2021年4月 - 2022年3月）
11. 浜直樹（2022年4月 - ）

## 製品など

### 複合機
- Apeos
- ApeosPro
- 以下は富士ゼロックスブランド
  - ApeosPort
  - DocuCentre
  - DocuColor
  - Work Center（家庭用複合機 現在は製造終了）

### レーザープリンタ
- ApeosPrint
- 以下は富士ゼロックスブランド
  - DocuPrint
  - ApeosPortPrint

### オンデマンドパブリッシング
- Revoria
- 以下は富士ゼロックスブランド
  - iGen
  - Versant
  - Nuvera
  - DocuTech

### 広幅機
- ApeosWide
- 以下は富士ゼロックスブランド
  - DocuWide
  - BrainTech

### ソフトウェア
- DocuWorks

同社が開発したドキュメントハンドリングソフトウェア。
- DocuShare（日本語版）

米国ゼロックスが開発したWebベースの情報共有ソフトウェア。2008年（平成20年）5月1日より取り扱いを再開 した。
- ArcWizShare

同社が開発したWebベースの情報共有ソフトウェア。元々はDocuShareを「日本市場の経験を基に、新たな技術を結集させ」 改良した、との位置づけの製品であった。なお、2008年（平成20年）5月1日よりDocuShare（日本語版）の取り扱いを再開したことに伴い、2009年（平成21年）3月に販売終了となった。
- ArcSuite

同社が開発したWebベースの統合情報管理システム。同社がかつて販売していた製品情報管理（PDM）システムEDMICSの後継製品であるArcSuite Engineeringとその機能限定版であるArcSuite Engineering Light、一般オフィス業務用に機能を限定したArcSuite Officeがある。
- Apeos PEMaster

同社が開発した内部統制文書化支援システム。単体では動作せず、別途ArcSuite Engineering、ArcSuite Office、Apeos PEMaster EvidenceManagerのいずれかが必要。

### ネットワークサービス
- beat

ウイルス対策やファイアウォール、インターネットVPNまで、企業のIT活用に不可欠なセキュリティ対策を手軽に、しかも低コストで実現できるサービス。
- ネットプリント

全国のセブン-イレブン店頭のコピー機を利用し、インターネット上で登録した文書や画像ファイルをプリントできるサービス。
- SkyDesk

CRM（顧客管理）を中心として、名刺管理や独自ドメインを設定できるメールなど、営業を強化するアプリケーションを取りそろえたパブリック・クラウドサービス。

## コーポレート・ロゴ

2代目富士ゼロックスロゴ

2002年（平成14年）にコーポレートスローガンであった「THE DOCUMENT COMPANY」 と「FUJI XEROX」の表示比率を変更し、「FUJI XEROX」を強調したロゴにマイナー変更されている。
2008年（平成20年）4月に約13年ぶりにコーポレート・ロゴを一新した。新しいロゴは米国ゼロックス社のロゴ変更に伴うもので、「FUJI xerox」（小文字）と"X"をモチーフとしたシンボルを一体化したものとなっている。
2021年4月（令和3年）、社名を「富士フイルムビジネスイノベーション」に変更したことに伴い、富士フイルムのロゴ（「FUJIFILM」）を使用開始。

## オフィスコンセプト
- 「モーレツからビューティフルへ」 - 1970年（昭和45年）に放送されたTVCMのキャッチコピー。1960年代の高度経済成長期の経済・産業の発展重視に対するアンチテーゼとして人間回帰を示したものとされる。電通本社ビルにあるアド・ミュージアム東京の「時代別ラジオ・テレビCMコーナー」において視聴が可能となっている。
- 「Open Office Frontier」
- 「Apeos」 ApeosのCM（公式サイト参照）は見ている人に全貌を明かさないで興味を引くティーザー広告であり、話題となった。

## 主要拠点

### 研究・開発・生産拠点
一部は2010年（平成22年）に富士ゼロックスマニュファクチャリング（現・富士フイルムマニュファクチャリング）に移管された。
- 横浜みなとみらい事業所（神奈川県横浜市）

2010年4月より稼働した研究・開発拠点。
- 中井事業所（神奈川県足柄上郡中井町）

次世代の新しい要素技術獲得に向けた研究技術開発拠点。
- Fuji Xerox of Shanghai Limited（中国 上海）

中低速の複写機や複合機、およびトナーカートリッジの開発・生産子会社。
- Fuji Xerox of Shenzhen Ltd.（中国 深圳）

レーザープリンタ、複写機/複合機、および消耗品の生産子会社。
- Fuji Xerox Eco-Manufacturing (Suzhou) Co., Ltd.（中国 蘇州）

使用済み商品やカートリッジを分解・分別し、再資源化を行なう中国のリサイクル拠点。
- Fuji Xerox Eco-Manufacturing Co., Ltd.（タイ）

使用済み商品やカートリッジを分解・分別し再資源化する統合リサイクル拠点。
- FX Palo Alto Laboratory, Inc.（米国）

米国カリフォルニア州の研究拠点。

### 営業
- 東京事業所 （東京都港区）

営業活動の中核拠点。
- 中国営業本部 （中国 上海）

中国（香港、マカオを含む）における事業展開を推進。
- アジアパシフィック営業本部 （シンガポール）

アジアパシフィック地域（中国営業本部担当地域を除く）における事業展開を推進。

### 展示
- Green Park FLOOP（神奈川県横浜市・横浜みなとみらい事業所）

## 国内関連会社
※全て株式会社

### 持株会社
- 富士フイルムホールディングス

### 生産機能
- 富士フイルムマニュファクチュアリング（神奈川県海老名市）

事務用機器、印刷機器および関連製品ならびにそれらの部品・消耗品の試作、製造などを担当。
- 海老名事業所（神奈川県海老名市）

複写機や複合機、関連商品の開発、モノ作り技術の基幹拠点。2019年3月より、同年2月末で閉鎖された旧新潟事業所（旧・ 新潟富士ゼロックス製造、発祥はNEC新潟）の事業を引き継いでいる。
- 竹松事業所（神奈川県南足柄市）

複写機や複合機、プリンター等の画像形成材料の開発拠点。
- 鈴鹿事業所（旧:・鈴鹿富士ゼロックス）

複写機・複合機の基幹部品の製造拠点。
- 富山事業所（旧・富士ゼロックスイメージングマテリアルズ）

複写機や複合機、プリンタ等の画像形成材料の製造拠点。

### サービス運用機能
- 富士フイルムシステムサービス（東京都千代田区）

地方自治体における公共サービスソリューション、民間市場向けeマーケティング支援・販売促進業務支援アウトソーシングを担当。
- 富士フイルムサービスクリエイティブ（東京都中野区）

サービス業務のフロントエンド(カスタマーサポート他)や関連会社の経理支援などを行う。
- 富士フイルムサービスリンク（東京都港区）

2014年4月設立。ドキュメント関連事業。

### 販売機能
- 富士フイルムプリンティングシステムズ販売（東京都中野区）

オフィス向けレーザープリンターの卸販売を担当。

#### 販売会社
2021年（令和3年）4月、同社の商号変更と同時に、地域販売会社31社と富士ゼロックスインターフィールドが合併して富士フイルムビジネスイノベーションジャパン株式会社となり（法手続き上の存続会社は富士ゼロックス東京）、2021年（令和3年）5月に富士フイルムビジネスイノベーション本体の国内営業部門も新会社に統合された。

#### 県別特約店
富士フイルムビジネスイノベーションジャパンへの統合対象とならなかった各社。このうち社名に「富士ゼロックス」または「ゼロックス」を冠していた各社はそれぞれ社名変更を行っている。
- テクノル（青森県）
- 富士フイルムBI秋田
- 富士フイルムBI山形
- 富士フイルムBI福井
- ASMILE（和歌山県）[14]
- ケー・オウ・エイ（鳥取県）
- ミック（島根県） - TSKグループ。関連企業にメディアスコープがある。
- ソアー（佐賀県）
- 富士フイルムBI大分
- 宮崎電子機器（宮崎県）
- 富士フイルムBI沖縄

#### 地域販売店
以下の2社は2021年4月1日に地場資本と富士フイルムビジネスイノベーションジャパンの合弁会社として設立された。
- 富士フイルムBI山梨
- 富士フイルムBI愛媛

## 海外関連会社

### アジア・パシフィック（国・地域）

#### 販売機能
- Fuji Xerox Asia Pacific Pte Ltd（シンガポール）
- Fuji Xerox Singapore Pte Ltd（シンガポール）
- Fuji Xerox Asia Pacific Pte Ltd(Malaysia Operations)（マレーシア）
- Fuji Xerox Vietnam Company Limited（ベトナム）
- Fuji Xerox Korea Co., Ltd.（韓国）
- Fuji Xerox Taiwan Corporation（台湾）
- Fuji Xerox (Thailand) Co., Ltd.（タイ）
- Fuji Xerox Philippines, Inc.（フィリピン）
- Fuji Xerox Australia Pty Limited（オーストラリア）
- Fuji Xerox New Zealand Limited（ニュージーランド）
- PT. Astra Graphia Tbk（富士ゼロックス総代理店）（インドネシア）
- Fuji Xerox (China) Limited（中国）
- Fuji Xerox Industry Development(Shanghai) Co., Ltd. （中国）
- Fuji Xerox (Hong Kong) Limited（香港）

#### 調達・生産機能
- Fuji Xerox of Shanghai Limited（中国）
- Fuji Xerox of Shenzhen Ltd.（中国）
- Fuji Xerox Far East Ltd.（香港）
- Fuji Xerox Eco-Manufacturing Co., Ltd.（タイ）
- Fuji Xerox Eco-Manufacturing (Suzhou) Co., Ltd.（中国）

### 米国
- Xerox International Partners

レーザープリンターや消耗品のOEM販売とサポート。
- FX Palo Alto Laboratory, Inc.

マルチメディア、コミュニケーション技術を中心とした研究受託。
- FX Global Supply Solutions, Inc.

同社商品の欧米におけるサプライ・チェーン・マネジメント。

## 四次元ポケットPROJECT
中堅企業や中小企業の技術を結集して「ドラえもんのひみつ道具を」実現化するプロジェクト。スローガンは「どうだ、ドラえもん」。
- 第一弾：セルフ将棋
- 第二弾：望遠メガフォン
- 第三弾：室内旅行機

## 広告活動

### CMに起用された人物・キャラクター

#### 現在
- 長谷川博己(2024年10月21日より)

#### 過去
- 松岡修造
- 松下由樹
- 山田邦子
- ディエゴ・マラドーナ
- AFRA
- クリスティアーノ・ロナウド
- ドラえもん（第2作第1期、声優は大山のぶ代）
- 浅野忠信
- 明神智和（柏レイソル時代）
- 白鵬翔
- エディー・ジョーンズ「Apeos PortVI」（ラグビー日本代表元監督→現・イングランド代表監督）
- 加藤和彦 - 1970年放送の「モーレツからビューティフルへ」に出演。制作担当は藤岡和賀夫と杉山登志。
- 鉄腕アトム（オリジナルではなく、CM独自設定の「大人の鉄腕アトム」として） - 「Smart Work Innovation アトム Document AI」篇（2018年12月〜）[19]
- 大谷亮平
- フローラン・ダバディ（2022年12月16日より2024年10月20日まで）
- 大久保嘉人（2023年10月20日より2024年10月20日まで）
- 国生さゆり（同上）

### 提供番組（過去に提供された番組も含む）

#### 現在（提供ロゴはFUJIFILMとなっている）
- FUJIFILM SUPER CUP（日本テレビ） - 冠スポンサーであり、大筆頭でテレビ提供をしている。
- 全国高等学校サッカー選手権大会（日本テレビ他民放43社共同制作） - 大会スポンサーの1社でもある。
- NEWS23→news23（TBS）

2016年9月末をもって一時降板。2016年10月から2019年9月までは後述の「報道特集」に提供枠を移動していたが、2019年10月より提供復帰。現在は隔日で30秒1本の提供。

#### 過去(FUJI XEROX時代)
- 20世紀アワー（NTV=教養ドキュメンタリー番組）
- JNNニュースデスク（TBS）
- ネットワークJNN（TBS）
- JNNニュース22プライムタイム（TBS）
- JNNニュースデスク'88・'89（TBS）
- 筑紫哲也 NEWS23→NEWS23（第1期）
  - NEWS23X
- 報道特集（TBS）※2016年10月より2019年9月まで。30秒。
- 富士フイルムシニアチャンピオンシップ
- ダンロップフェニックストーナメント（毎日放送・宮崎放送共同制作・TBS系列、1980年代 - 2000年）
その他には天皇杯全日本サッカー選手権大会の大会スポンサー・特別協賛を2007年度まで長く務めていた。